# Adelophryne maranguapensis
Adelophryne maranguapensis är en groddjursart som beskrevs av Hoogmoed, Borges och Paulo Cascon 1994. Adelophryne maranguapensis ingår i släktet Adelophryne och familjen Eleutherodactylidae. IUCN kategoriserar arten globalt som starkt hotad. Inga underarter finns listade i Catalogue of Life.